# Octávio Moraes
Octávio Sérgio da Costa Moraes (19 lipca 1923 w Belém - zm. 19 października 2009 w Rio de Janeiro) – piłkarz brazylijski znany jako Octávio lub Octávio Moraes, napastnik.
Urodzony w Belém Octávio karierę piłkarską rozpoczął w 1942 roku w klubie Botafogo FR. W 1948 roku razem z Botafogo zdobył tytuł mistrza stanu Rio de Janeiro.
Jako piłkarz klubu Botafogo wziął udział w turnieju Copa América 1949, gdzie Brazylia zdobyła tytuł mistrza Ameryki Południowej. Octávio zagrał w czterech meczach – z Ekwadorem (zdobył bramkę), Peru (zmienił go Ademir), Urugwajem (zmienił go Nininho) i w pierwszym meczu z Paragwajem.
W Botafogo grał do 1952 roku.